# Șerbetul
Șerbetul este un film românesc din 1978 regizat de Mihai Bădică.